# Fuerza Aérea Dominicana
La Fuerza Aérea Dominicana (abbreviata in FAD e conosciuta internazionalmente con la denominazione in lingua inglese di Dominican Air Force) è l'aeronautica militare della Repubblica Dominicana e parte integrante delle forze armate dominicane.

## Aeromobili in uso
Sezione aggiornata annualmente in base al World Air Force di Flightglobal del corrente anno. Tale dossier non contempla UAV, aerei da trasporto VIP ed eventuali incidenti accorsi durante l'anno della sua pubblicazione. Modifiche giornaliere o mensili che potrebbero portare a discordanze nel tipo di modelli in servizio e nel loro numero rispetto a WAF, vengono apportate in base a siti specializzati, periodici mensili e bimestrali. Tali modifiche vengono apportate onde rendere quanto più aggiornata la tabella.
| Aeromobile                        | Origine     | Tipo                                                    | Versione (denominazione locale) | In servizio (2024) | Note | Immagine |
| Aerei da combattimento            |             |                                                         |                                 |                    | |          |
| Embraer EMB 314 Super Tucano      | Brasile     | aereo da attacco al suolo                               | A-29B                           | 8                  | 8 consegnati. |          |
| Aerei per impieghi speciali       |             |                                                         |                                 |                    | |          |
| Tecnam P2006T                     | Italia      | aereo da osservazione aereo da pattugliamento marittimo | P2006T AMP                      | 1                  | 1 P2006T SMP (Special Missions Platform), ordinato nel 2015 e consegnato nel 2016. |          |
| Aerei da trasporto                |             |                                                         |                                 |                    | |          |
| CASA C-212 Aviocar                | Spagna      | aereo da trasporto                                      | C-212-400E                      | 3                  | 3 C-212-400E consegnati. |          |
| Aero Commander Turbo Commander    | Stati Uniti | aereo da trasporto                                      | Turbo Commander 690B            | 2                  | 2 consegnati. |          |
| Piper PA-31 Navajo                | Stati Uniti | aereo da trasporto VIP                                  | PA-31-350                       | 1                  | 4 PA-31-350 consegnati. |          |
| Piper PA-34 Seneca                | Stati Uniti | aereo da trasporto VIP                                  | PA-34                           | 1                  | |          |
| Cessna 404                        | Stati Uniti | aereo da trasporto                                      | C404                            | 1                  | |          |
| Cessna Citation 501               | Stati Uniti | aereo da trasporto                                      | Citation 501                    | 1                  | 1 Cessna Citation ordinato e consegnato il 14 maggio 2022. |          |
| Cessna 208 Caravan                | Stati Uniti | aereo da trasporto                                      | C208                            | 1                  | 1 C208 donato dagli Stati Uniti e consegnato a febbraio 2024. |          |
| Aerei da addestramento            |             |                                                         |                                 |                    | |          |
| ENAER T-35 Pillán                 | Cile        | aereo da addestramento                                  | T-35B T-35DT-35C                | 37                 | 8 T-35B consegnati a partire dall'ottobre del 1999. Ulteriori 7 T-35C ex Ejército del Aire y del Espacio spagnolo acquistati a luglio 2024. Tutti consegnati ad agosto 2024. |          |
| Cessna T-41 Mescalero             | Stati Uniti | aereo da addestramento                                  | T-41D                           | 3                  | 10 T-41D consegnati. |          |
| Cessna 210 Centurion              | Stati Uniti | aereo da addestramento                                  | C210A                           | 2                  | 2 Cessna 210A consegnati. |          |
| Cessna 182 Skylane                | Stati Uniti | aereo da addestramento                                  | C-182                           | 1                  | 1 Cessna 182 consegnato. |          |
| Eagle EA-100                      | Stati Uniti | aereo da addestramento                                  | EA-100M S-LSA                   | 2                  | 3 EA-100 S-LSA consegnati. |          |
| Aeromot AMT-200 Super Ximango     | Brasile     | motoaliante da addestramento                            | AMT-200S                        | 2                  | 2 AMT-200S in servizio all'ottobre 2019. |          |
| Flying Legend Company TP-75 Dulus | Italia      | aereo da addestramento                                  | TP-75                           | 2                  | 10 TP-75 (copia dell'EMB 312 Tucano) ordinati a febbraio 2023, con consegna dei primi due esemplari il 9 dicembre dello stesso anno. |          |
| Elicotteri                        |             |                                                         |                                 |                    | |          |
| AgustaWestland AW169              | Italia      | elicottero utility                                      | AW169                           | 2                  | 4 AW169 ex Qatar Emiri Air Force ordinati a marzo 2023, con i primi due esemplari consegnati il 23 marzo 2024. |          |
| Bell 430                          | Stati Uniti | elicottero utility                                      | Bell 430                        | 1                  | 1 Bell 430 consegnato. |          |
| Bell 412                          | Stati Uniti | elicottero utility                                      | Bell 412                        | 0                  | 2 ordinati. |          |
| Bell UH-1 Huey II                 | Stati Uniti | elicottero utility                                      | UH-1H+UH-1H Huey II             | 18                 | 14 UH-1H consegnati, di cui 6 UH-1H consegnati nel 1983 (in parte aggiornati allo standard UH-1H+) e 8 UH-1H Huey II consegnati nel 2008. Ulteriori 6 Huey II ordinati, i primi due dei quali sono stati consegnati il 5 dicembre 2022. L'ultima coppia di Huey II consegnata il 14 febbraio 2023. |          |
| Bell OH-58 Kiowa                  | Stati Uniti | elicottero utility                                      | OH-58C                          | 20                 | 20 OH-58 consegnati. |          |
| Eurocopter EC 120 Colibri         | Francia     | elicottero utility                                      | EC 120                          | 1                  | 1 EC 120 consegnato. |          |
| Eurocopter EC 155 Dauphin         | Francia     | elicottero utility                                      | AS 365N                         | 1                  | 1 AS 365N consegnato. |          |
| Schweizer 333                     | Stati Uniti | elicottero da addestramento                             | S-333A                          | 2                  | 2 S-333 consegnati. |          |
| Robinson R22                      | Stati Uniti | elicottero da addestramento                             | R22                             | 4                  | 4 R22 consegnati. |          |
| Robinson R44                      | Stati Uniti | elicottero da addestramento                             | R44                             | 2                  | 3 R44 consegnati. |          |
| Bell 206                          | Stati Uniti | elicottero da addestramento                             | TH-67                           | 2                  | |          |

## Aeromobili ritirati
- Cessna A-37 Dragonfly
- Aérospatiale 319B Alouette III - 4 esemplari (1964-1987)[16]
- De Havilland DH.100 Vampire
- North American P-51 Mustang
- Boeing B-17 Flying Fortress
- De Havilland DH.98 Mosquito
- Bristol Beaufighter
- Douglas A-26 Invader